# Antarktische Fauna

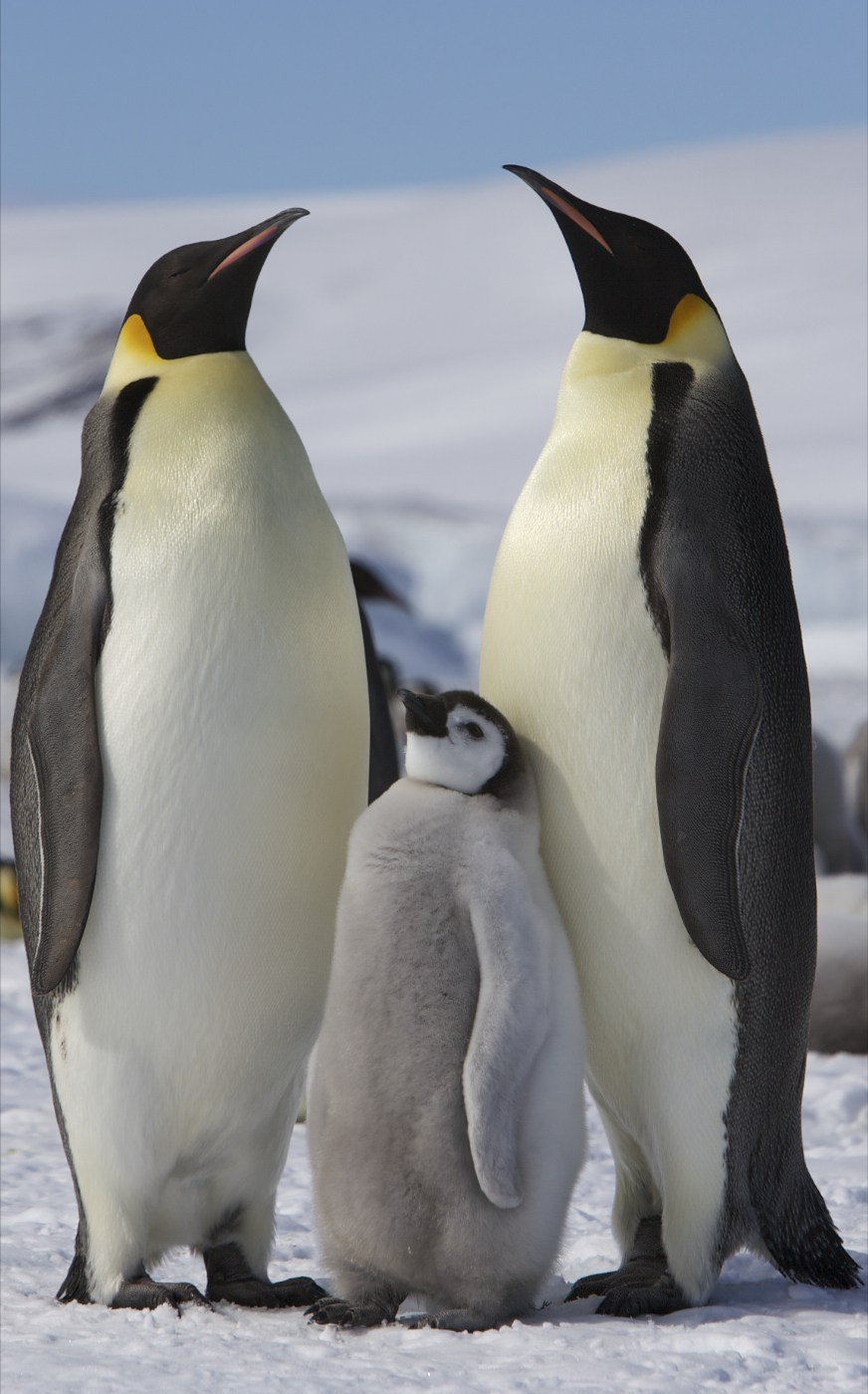
Kaiserpinguine

Als antarktische Fauna bezeichnet man die Gesamtheit der natürlich vorkommenden Tierarten (Fauna) im Gebiet der Antarktis.

## Lebensraum Antarktis

### Antarktika

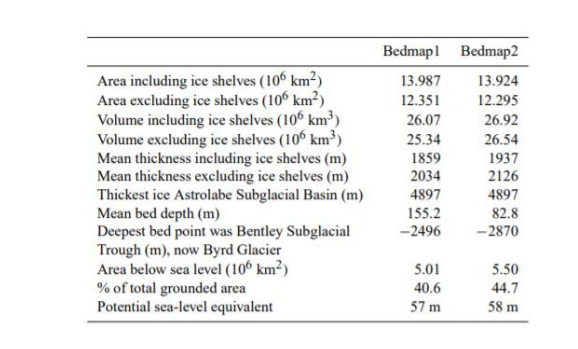
Abbildung 1: Statischer Vergleich von Bedmap 1 und Bedmap 2

Vor 36 Millionen Jahren war der antarktische Erdteil (Antarktika) von Südamerika getrennt worden. Diese entscheidende geographische Veränderung ist der Grund, weshalb Antarktika (umgangssprachlich: Antarktis) heute ein alleinstehender Kontinent inmitten der Antarktis (geographisch-astronomische Zone vom Südpol bis 66° 33′ südlicher Breite, begrenzt vom Polarkreis) ist. Durch die Separation der beiden Kontinente entstand die Drake-Passage, die verhindert, dass warmes Wasser durch Meeresströmungen nach Süden gelangt. 2 Millionen Jahre später begann der antarktische Kontinent deshalb zu vereisen und einen gewaltigen Eisschild auf der Landmasse zu bilden. Der Kontinent hat sich bis heute weiter abgekühlt, sodass mittlerweile im Inneren der Antarktis Durchschnittstemperaturen von −50 °C bis −60 °C herrschen. Selbst an den Küsten betragen die Temperaturen noch −10 bis −30 °C. Nur an den Westküsten der Antarktis konnten Plusgrade gemessen werden. Der wärmste je gemessene Antarktistag hatte eine Temperatur von +17,5 °C, der kälteste um die −93,2 °C. Dass es auf dem südlichen Kontinent so kalt ist, liegt unter anderem an dem minimalen Sonneneinfall an den Polen. Hinzu kommt Kälte, die aufgrund der Höhe der antarktischen Landmasse entsteht. Eine weitere Ursache für die kontinentale Kälte ist das Fehlen warmer Meeresströmungen rund um das zentrale Landmassiv. Dadurch, dass die Temperatur und die Luftfeuchtigkeit sehr niedrig sind, liegt Wasser in flüssiger Form praktisch nicht vor, weshalb Antarktika als der trockenste Kontinent gilt. Außerdem ist nur etwa 1 bis 2 % der gesamten Fläche nicht dauerhaft von Eis bedeckt. Die ganzjährige gefrorene Fläche des Erdbodens am Südpols wird Permafrostboden genannt.

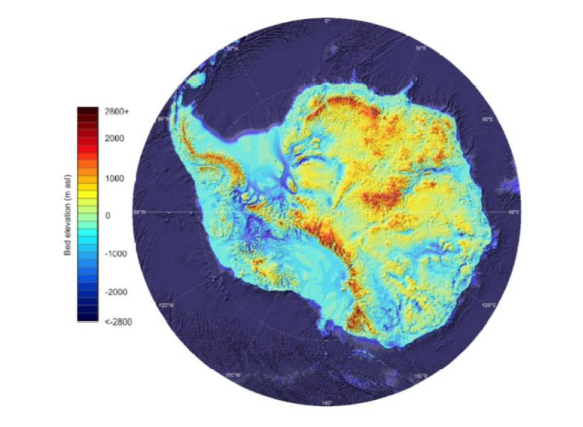
Abbildung 1.1: Bedmap 2 Bett-Höhenraster

Die Gesamtfläche der Antarktis beträgt rund 14 Millionen km². In Abbildung 1 wird die Größe der Antarktis in einer Tabelle anhand von einer Karte aus dem Jahr 2001 (Bedmap1) und einer Karte aus 2013 (Bedmap2) verglichen. Die Bedmap1 ist eine topografische Karte des küstennahen Meeresbodens und des Gestein-Untergrunds der antarktischen Eisschilde, die 2001 von der British Antarctic Survey (BAS) veröffentlicht wurde. Aus den Daten der Bedmap1 wurde 2013 die Bedmap2 von Peter Fretwell und seinem Koautoren-Team erstellt. Diese zeigt die Oberflächenhöhe, Eisdicke sowie die Höhe des Meeresbodens und des subglazialen Bodens. Abbildung 1.1 zeigt die im Jahr 2013 veröffentlichte Bedmap2. Bei der Flächenbetrachtung ist zu beachten, dass die Fläche durch einen festen, bis zu 1000 km dicken, im antarktischen Winter entstehenden Eisgürtel (bestehend aus Packeis) deutlich an Masse zunimmt. Die mengenmäßige Ausdehnung des Meereises im Winter der Antarktis (von März bis September) sowie dessen Abnahme im Sommer (von September bis März) kann in Abbildung 2 von den Jahren 1981 bis 2020 beobachtet werden. Die Menge ist in Millionen km² angegeben. Flächenmäßig ist der Kontinent der Antarktis somit anderthalb so groß wie Europa und hält in seinem „Eispaket“ drei Viertel der gesamten Süßwasservorräte der Welt fest. Der Größenunterschied ist in Abbildung 3 deutlich zu erkennen.

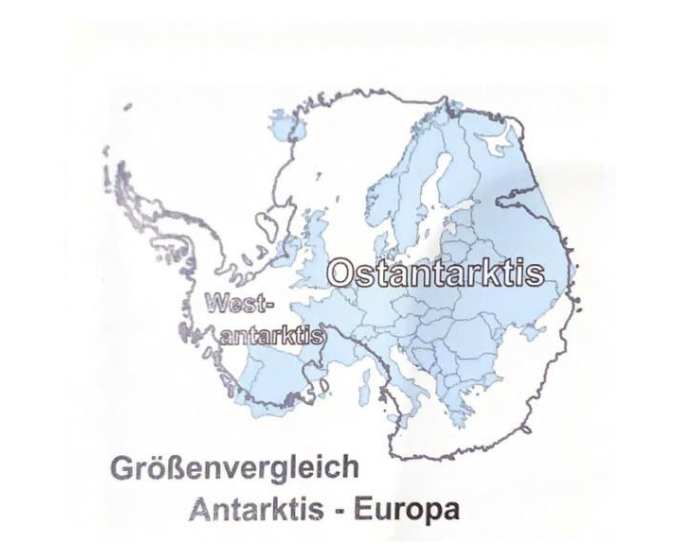
Abbildung 3: Größenvergleich von der Antarktis und Europa

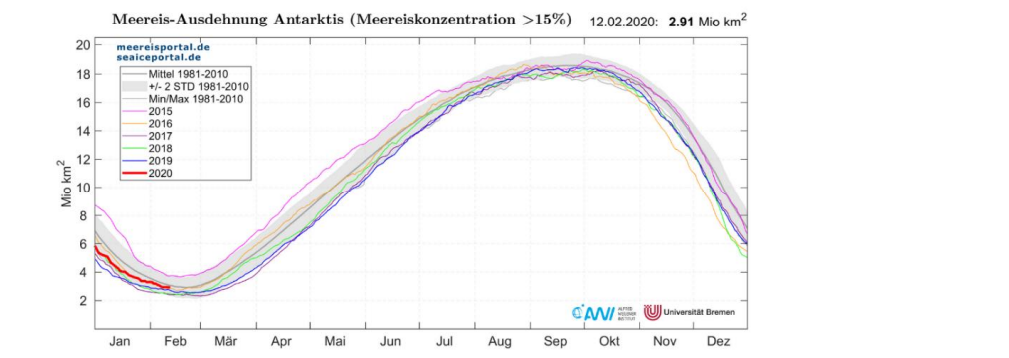
Abbildung 2:Tägliche Meereisausdehnung der Antarktis 1981–2020

### West- und Ostantarktika

Abbildung 4: Karte der Antarktis und des Südlichen Ozeans

Strukturell erfolgt die Unterteilung der Antarktis in zwei Gebiete: zum einen in Ost- und zum anderen in Westantarktika (auch: Ost- und Westantarktis), wobei das östliche Gebiet wesentlich größer als das westliche ist. Die Aufteilung des Kontinents sowie der Größenunterschied der beiden Gebiete wird in Abbildung 4 gezeigt.

### Antarktische Trockentäler
Hinter der Gebirgskette, welche die ganze Antarktis durchzieht, sind über die Jahrhunderte durch abiotische Einflüsse antarktische Trockentäler entstanden. In diesen Trockentälern, auch hyperaride Polarwüsten genannt, ist es sogar trockener als in den großen Sandwüsten der Erde oder in der Atacamawüste in Chile. Da es in diesen trockenen Bereichen der Antarktis an Schnee und Eis mangelt, sind sie auch als antarktische Oasen bekannt. Auch wurden diese Oasen als lebensbedrohlich eingestuft, da dort kaum Niederschlag herrscht und extreme, orkanähnliche Winde toben. Aufgrund der niedrigen Temperaturen, der Trockenheit sowie kräftigen, andauernd wechselnden Winden im Landesinneren, die bis zu 300 km/h stark werden können, wachsen heutzutage nur noch sehr wenige Pflanzenarten auf dem Kontinent und auch für viele Tierarten ist das Überleben dort nicht möglich.

### Südlicher Ozean
Den den Kontinent Antarktika umfassenden 5805 Meter tiefen und 20,327 Mio. km² großen Ozean nennt man „südlicher Ozean“. Dieser fasst den gesamten Meeresbereich südlich des 60. Breitengrades zusammen.

### Subantarktis
Neben dem Kontinent Antarktika und dem Südlichen Ozean gehört auch noch die Subantarktis (die geographisch-astronomische Zone zwischen 50° Süd und dem Polarkreis) zur Antarktis. Diese wird aus den umgebenden Meeresgebieten Südatlantik, Südpazifik und Südlicher Indischer Ozean und den darin liegenden subantarktischen Inseln gebildet.

## Artenvielfalt
Dadurch, dass der Kontinent und auch die antarktischen Gewässer vor 14 Millionen Jahren abkühlten, konnten neue Arten mit Anpassungen an tiefe Temperaturen entstehen. Die Voraussetzungen für die schnelle Bildung neuer Arten ist die sogenannte Radiation. Diese entsteht durch veränderte Umweltbedingungen, Isolation und unbesetzte ökologische Nischen. Die Radiation hält bis heute in der Antarktis an, vor allem bei den Tierarten, die in nicht besetzte Nischen vorstoßen konnten. Grund dafür ist, dass durch die erdgeschichtlichen Veränderungen ganze systematische Gruppen nicht vorhanden waren wie z. B. Fische und alle höheren Krebse. Durch die ozeanografische Trennung von anderen Meeresgebieten entstanden in der Antarktis eine große Anzahl von Endemiten.

### Wirbellose Tierarten

#### Arthropoden
- Belgica antarctica (2–6 mm große flügellose Mücken), das größte permanent in der Antarktis lebende Tier.[10]
- Milben (Spinnentiere)
- Asseln

#### Krebsarten
- Antarktische Krill

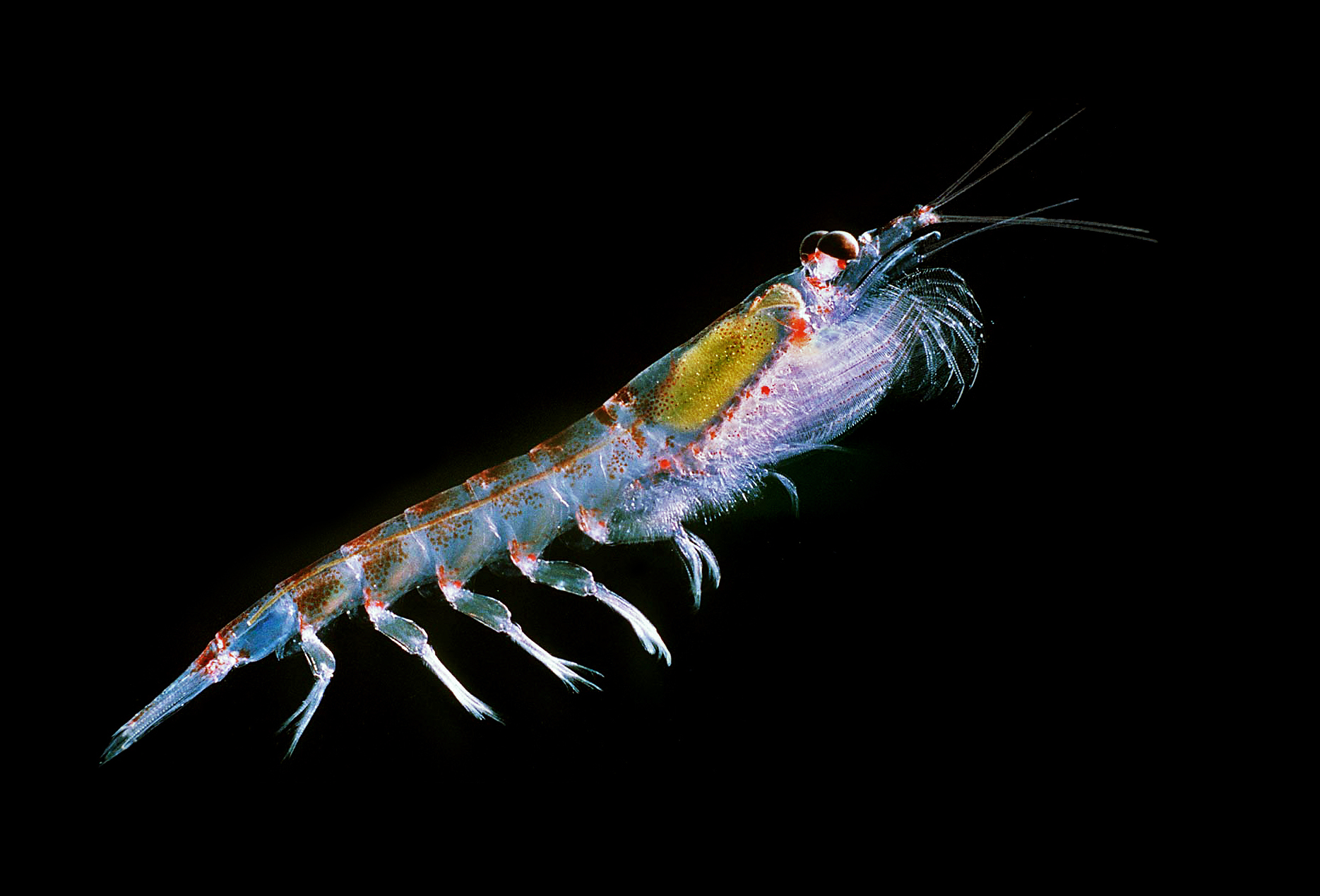
Antarktischer Krill

Der antarktische Krill (Euphausia superba) dient als Grundlage des nahezu gesamten Nahrungsnetzes der Antarktis und ist somit die Schlüsselspezies des antarktischen Ökosystems. Vor allem Pinguine, Seevögel, Robben und Wale ernähren sich von der 4–6 cm großen Krill-Spezies. Dass der Krill so wichtig für die Tierwelt der Antarktis ist, liegt außerdem daran, weil sich das Krebstier in Schwärmen vermehrt am Rande des Meereises ansiedelt, wo das Nahrungsangebot für andere Tierarten eher üppig ausfällt. Die Krill-Schwärme können auf einen Kubikmeter Wasser auf eine Anzahl von 500.000 Krill-Exemplaren kommen. Umgerechnet ergibt dies einen Zentner Biomasse. Betrachtet man den Anteil der Krills in der gesamten Antarktis wird dieser Teil auf ca. 1 Mrd. Tonnen geschätzt. Auch erstaunenswert ist, dass der antarktische Krill im Durchschnitt fünf bis sieben Jahre alt wird, was im Vergleich zu andern Tieren ein hohes Alter ist.

#### Mollusken
- antarktische Schnecke Nacella concinna[11][12]

#### Weitere
- Bärtierchen (Häutungstiere)
- Nematoden (Fadenwürmer)
- Springschwänze (Sechsfüßer)
- Hakenrüssler (Häutungstiere)
- Bauchhärlinge (Rädertiere)

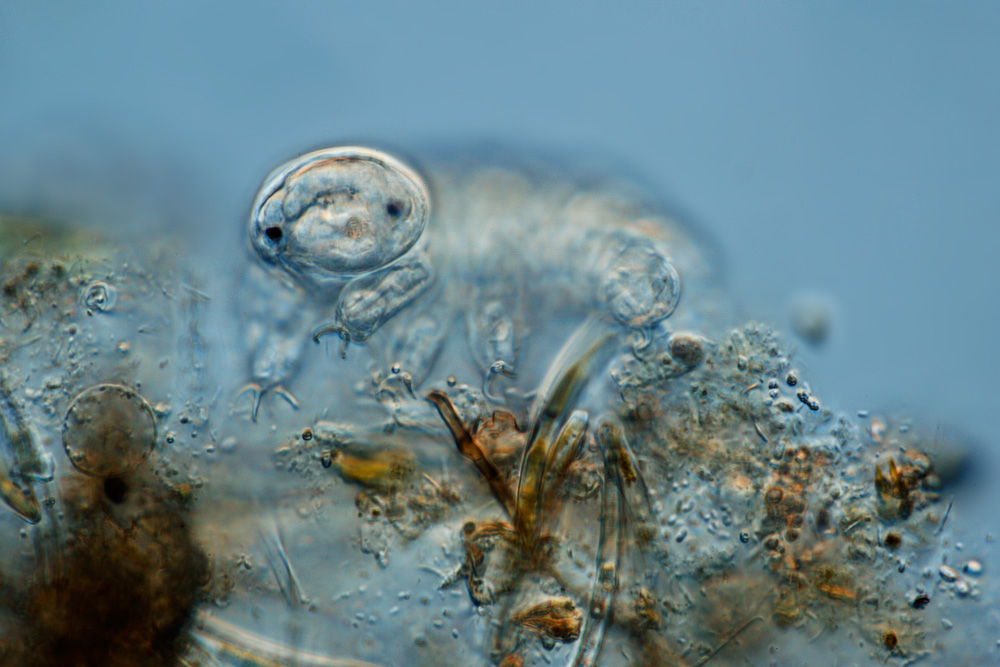
Bärtierchen

- Viel- und Wenigborster (Ringelwürmer)

### Vögel
Von den weltweit vorkommenden über 10.000 Vogelarten brüten nur 35 in der Antarktis. Es handelt sich nur um wenige Familien, überwiegend von Seevögeln: Pinguine, Röhrennasen (Sturmvögel, Sturmschwalben, Albatrosse und Lummensturmvögel), Kormorane, Regenpfeiferartige (Möwen und Seeschwalben, Raubmöwen, Scheidenschnäbel) sowie Enten und Pieper. Nahrungsgäste sowie Übersommerer bleiben unberücksichtigt, da diese Vogelarten weiter nördlich brüten. Die Gesamtzahl antarktischer Vögel beträgt (Stand 2014) rund 200 Millionen.

#### Pinguine

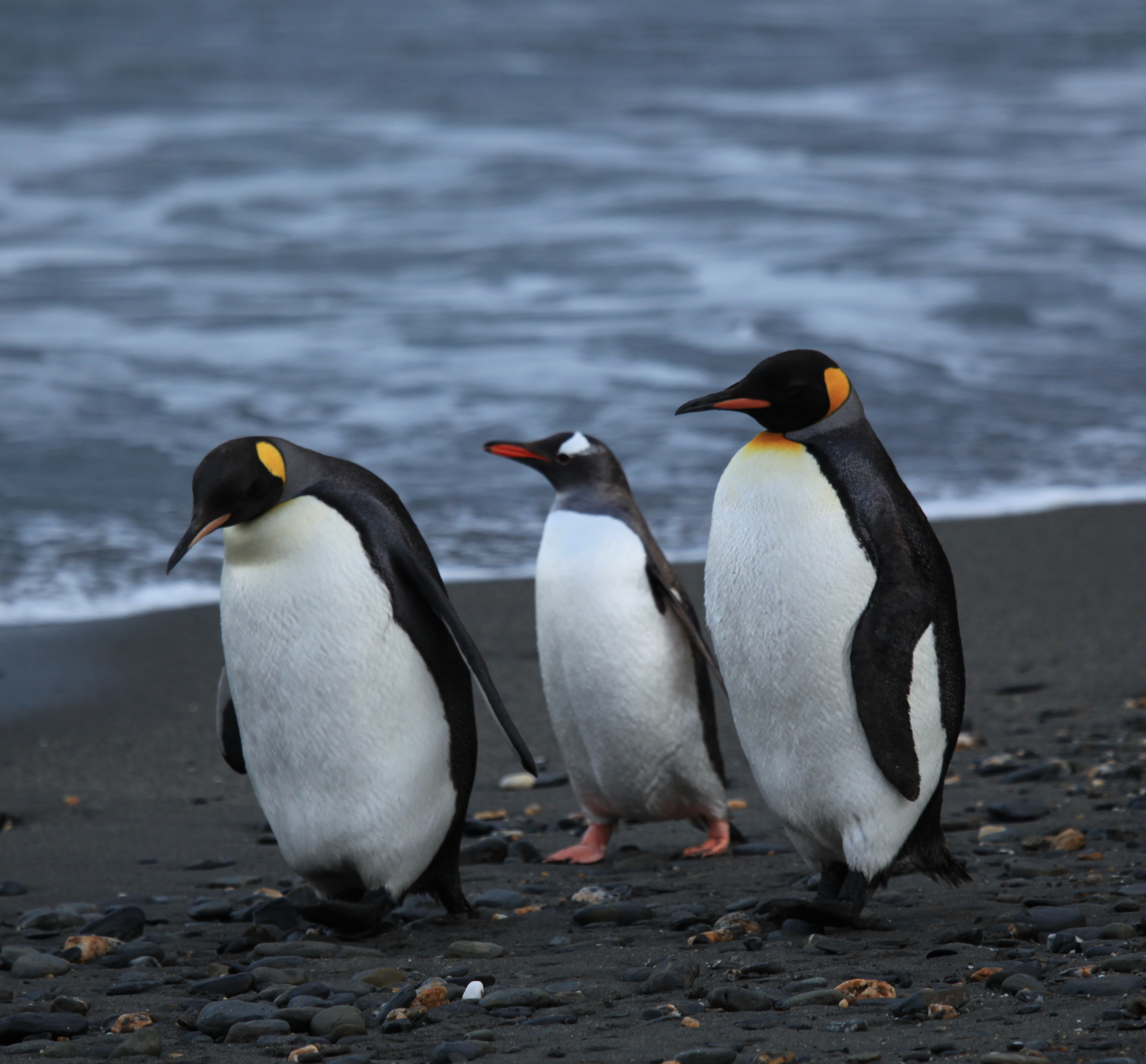
Eselspinguin zwischen Königspinguinen, Südgeorgien

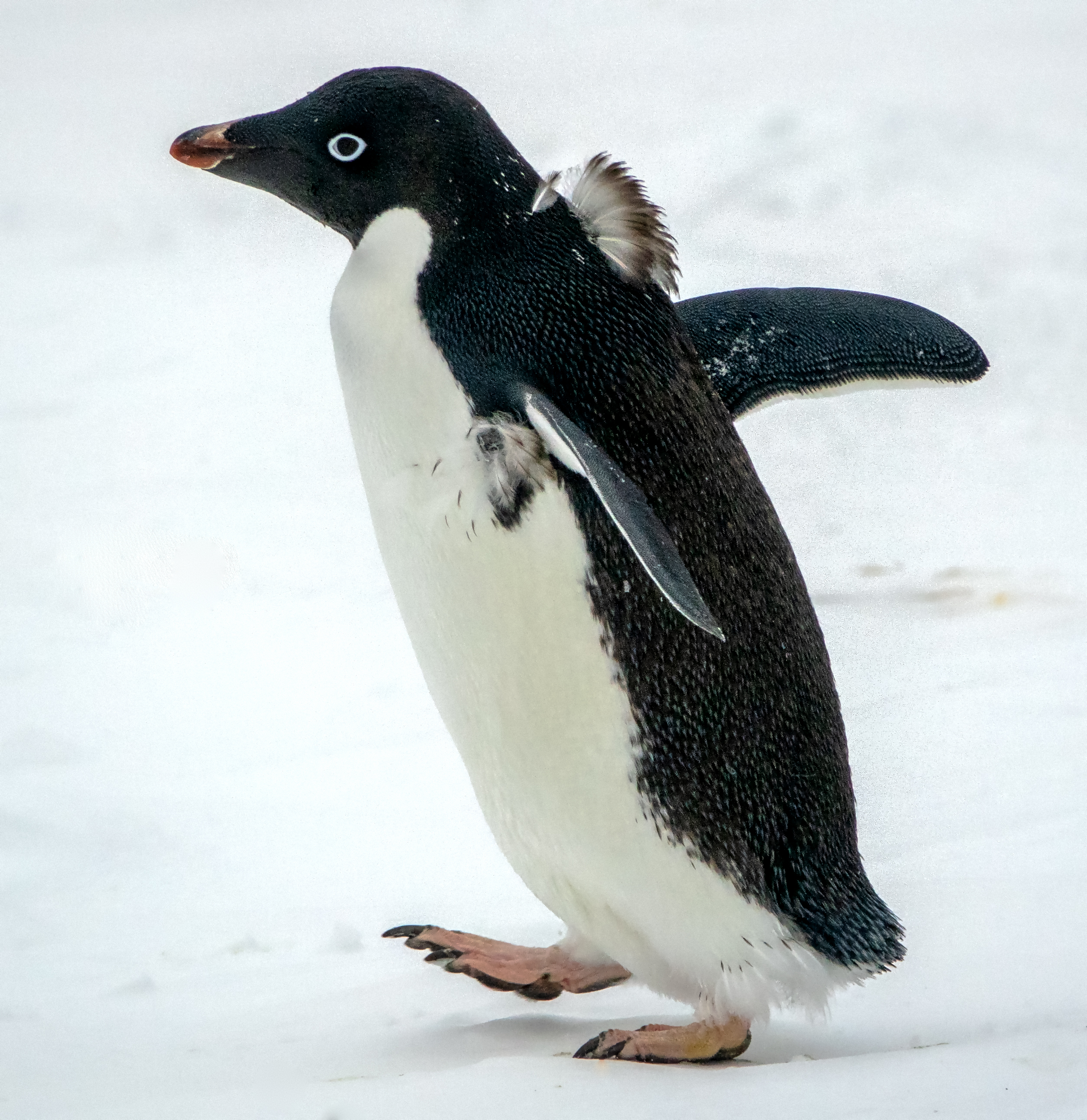
Adeliepinguin

90 % des gesamten Vogelbestandes des Kontinents stellen die Pinguine dar. Fünf der insgesamt achtzehn Pinguinarten kommen nur in der Antarktis vor. Allerdings begeben sie sich ausschließlich zur Brutzeit auf den Kontinent, das angrenzende Festeis oder die benachbarten Inseln. – Das Zentrum des Verbreitungsgebiets der übrigen Pinguinarten liegt in der Subantarktis, wo die Pinguine Teile der angrenzenden Kontinente und die Inseln des Südpolarmeeres bevölkern.
Es ist zu beachten, dass vor allem über die Pinguinarten der subantarktischen und antarktischen Region viel noch nicht bekannt ist. Das größte Problem ist, dass man schwierig nachvollziehen kann, wo sich die Pinguine zwischen den Brutzeiten an Land aufhalten.
Pinguinarten, die die Antarktis besiedeln
- Kaiserpinguin
- Adeliepinguin
- Zügelpinguin
- Eselspinguin
- Goldschopfpinguin

Pinguinarten, die die Subantarktis besiedeln
- Königspinguin
- Magellan-Pinguin
- Kaiserpinguin
- Felsenpinguin

#### Röhrennasen
Ebenso wie die meisten Vogelarten der Antarktis kommen auch die Röhrennasen-Arten nur zum Brüten auf den Kontinent Antarktika. Die restliche Zeit befinden sich auf hoher See, wo ihnen ausreichend Nahrung zur Verfügung steht. Charakteristisch für die Vogelordnung der Röhrennasen ist die Nasenöffnung am Oberschnabel, die zu Röhren ausgezogen ist. Ein weiteres Merkmal dieser Vögel ist, dass sie eine rötliche, ölige Flüssigkeit im Magen (das sog. Magenöl) produzieren, welche als Energiereserve und zur Verteidigung vor Angreifern verwendet wird. Die Vögel legen jeweils nur ein einziges Ei, das relativ lange zum Ausbrüten braucht.
- Albatrosse (z. B. Schwarzbrauenalbatros)
- Sturmvögel (z. B. Riesensturmvogel, Schneesturmvogel, Antarktiksturmvogel, Kapsturmvogel, Silbersturmvogel)
- Sturmschwalben (z. B. Buntfuß-Sturmschwalbe)
- Lummensturmvögel

#### Kormorane

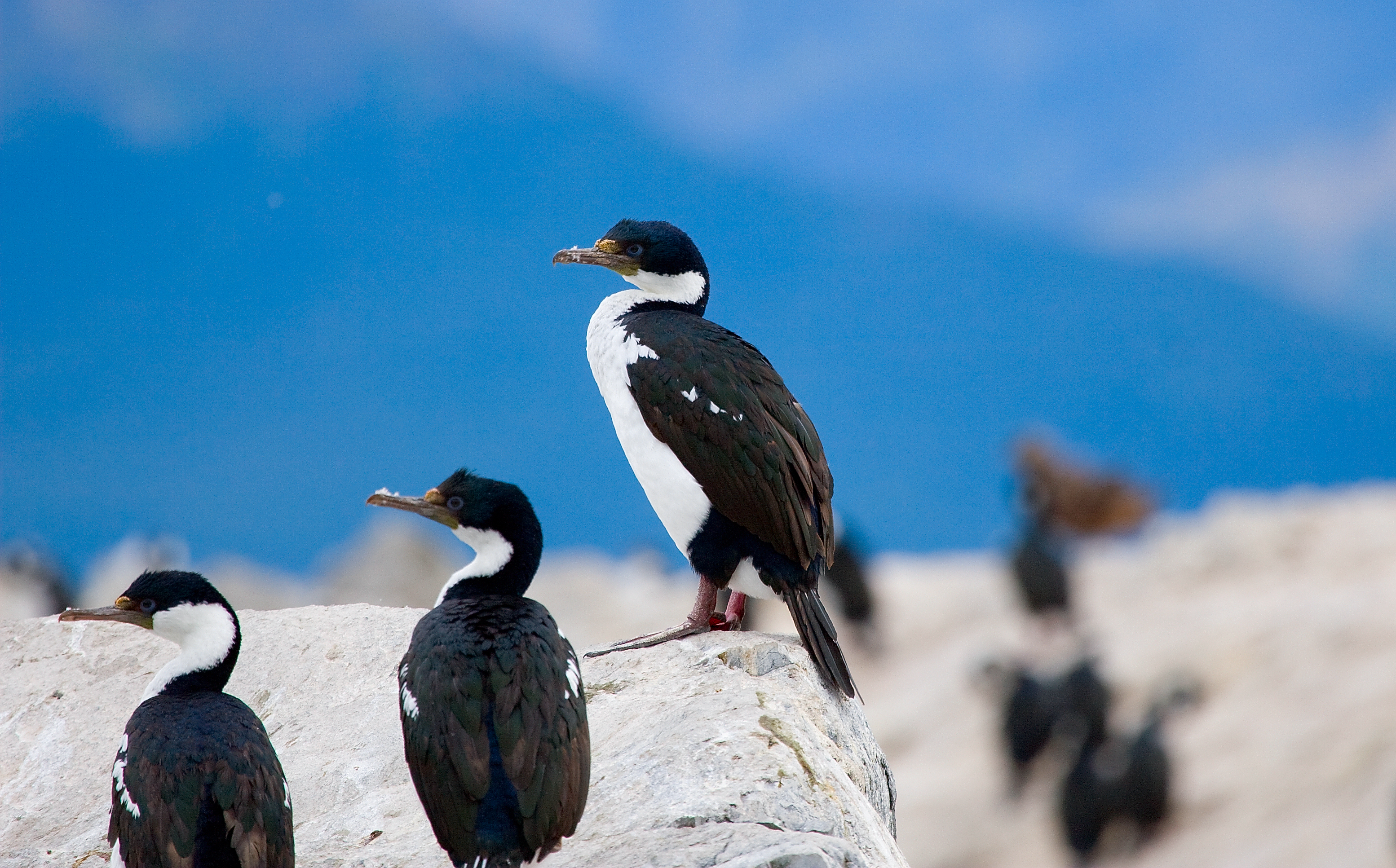
Blauaugenscharbe

Die Familie der Kormorane gehört nicht zu den Hochseevögeln. Die mittelgroßen bis großen Vögel sind meist flugunfähig und halten sich eher in Küstennähe auf. Im Deutschen werden Kormoranarten (sprachlich) in zwei Gruppen unterteilt. Zum einen in die Scharben, zu erkennen an ihrem Schopf, zum anderen in die Kormorane, denen der Schopf fehlt.
- Blauaugenscharbe
- Antarktikscharbe[17]

#### Wat- und Möwenvögel
Möwen und Seeschwalben
- Dominikanermöwe
- Antipodenseeschwalbe
- Antarktikseeschwalbe[17]

Raubmöwen
- Südpolarskua
- Subantarktikskua

Scheidenschnäbel

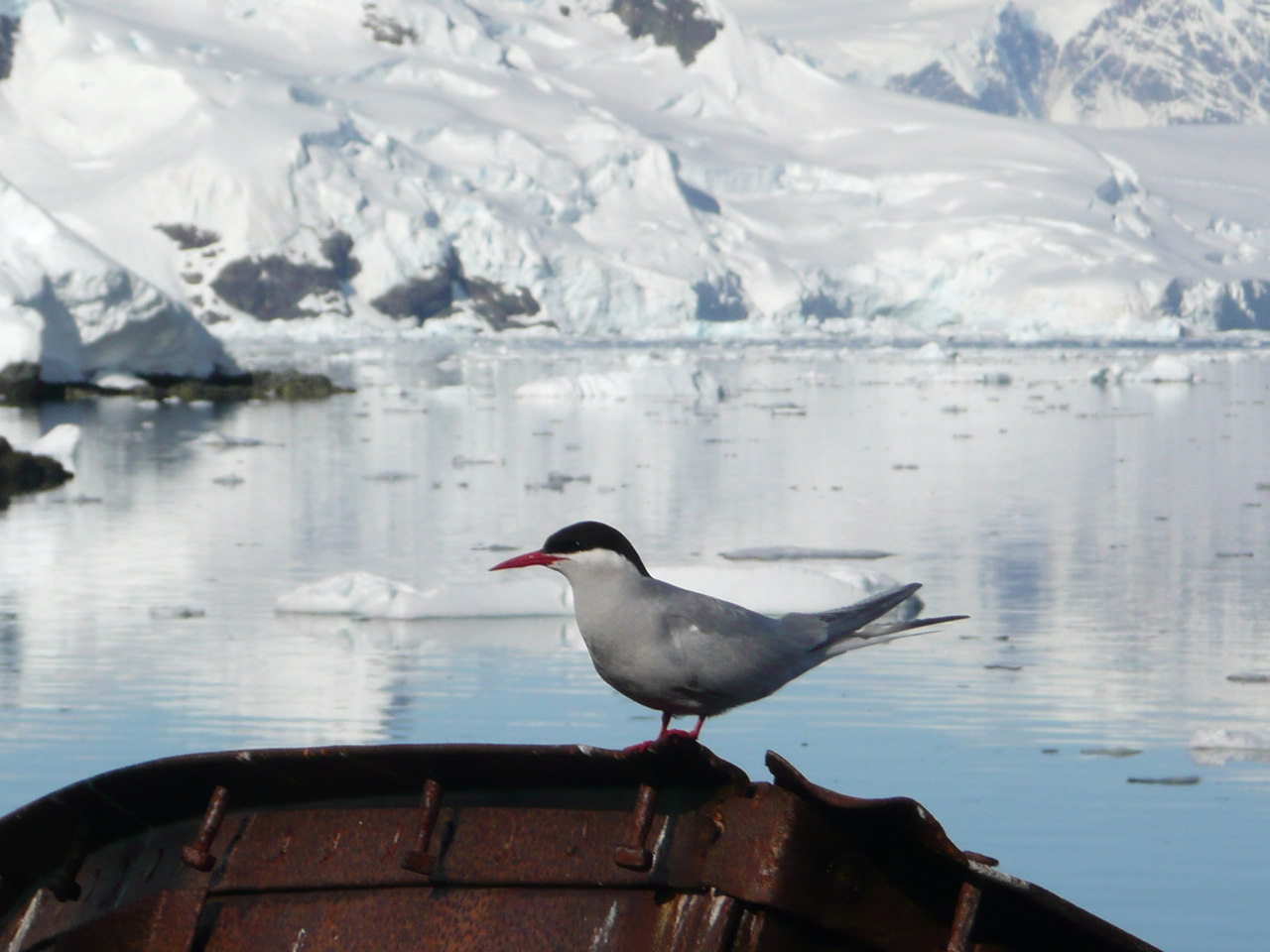
Antipodenseeschwalbe

- Weißgesicht-Scheidenschnabel (besiedeln eher die Inseln der Subantarktis)

#### Entenvögel
- Eiderente
- Patagonische Schopfente

#### Pieper
Folgende beide Arten aus der Gattung der Pieper besiedeln eher die Subantarktis:
- Riesenpieper
- Correnderapieper

### Säugetiere

#### Robben

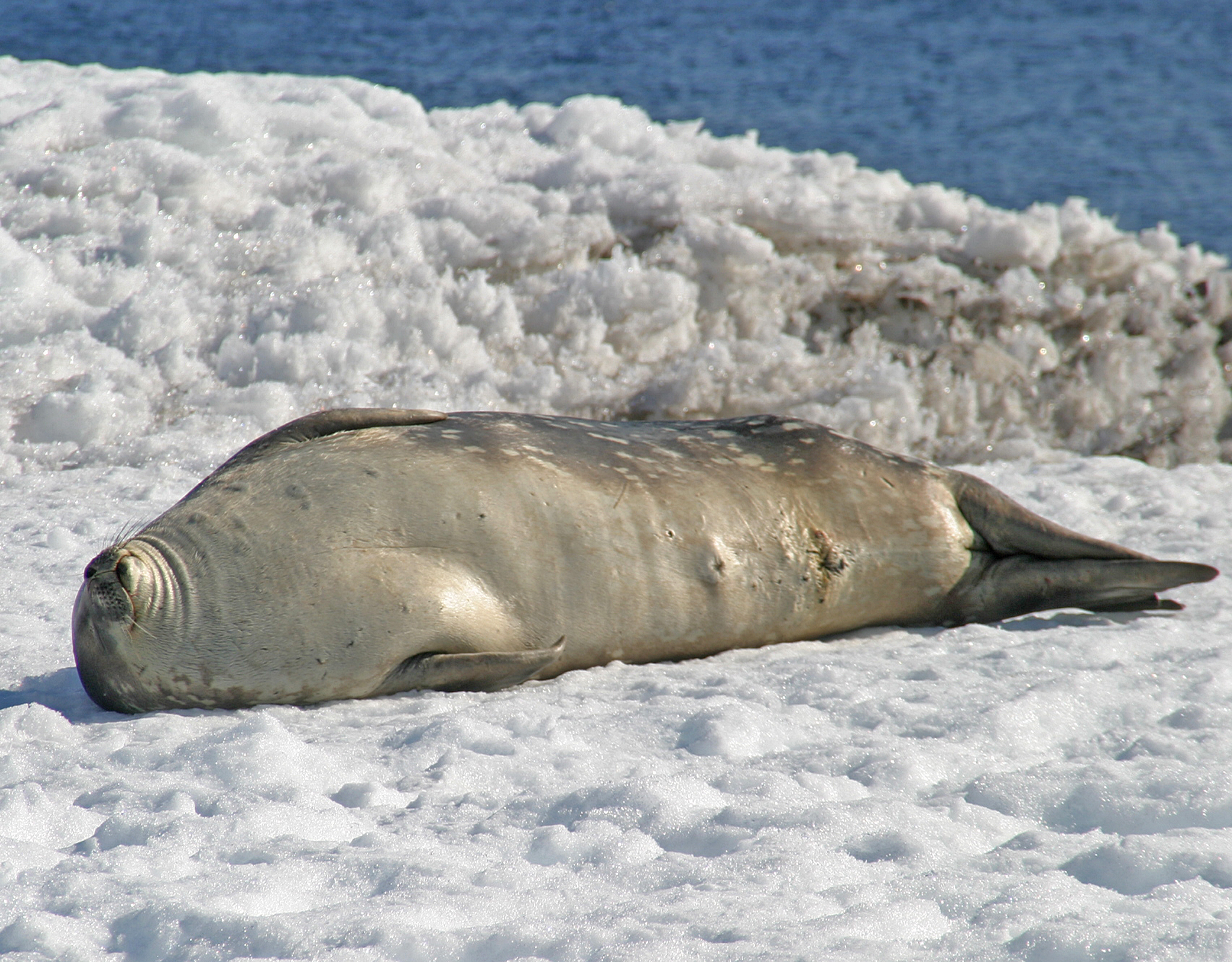
Weddellrobbe

- Weddellrobbe
- Krabbenfresser
- Rossrobbe
- Seeleopard
- Antarktischer Seebär
- Südlicher See-Elefant

#### Wale

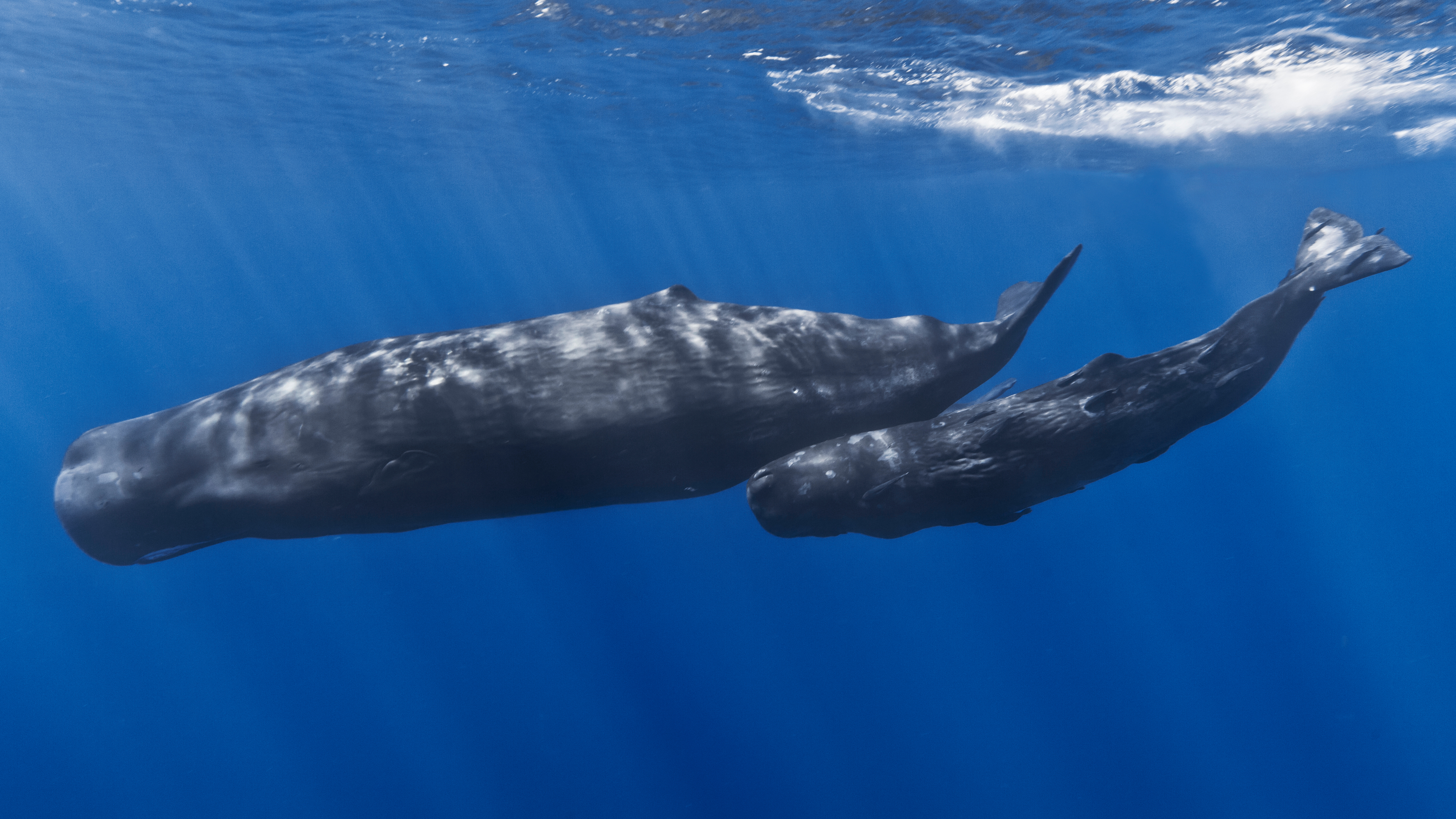
Pottwal

Auch wenn sich die antarktischen Walarten die meiste Zeit in der und um die Antarktis aufhalten, wandert ein großer Teil von ihnen über den Winter in wärmere Gewässer, um sich dort zu paaren und ihre Jungtiere auszutragen.
Die Wale der Antarktis leben in unterschiedlichen Lebensräumen: dem Packeis, dem Festeis und dem offenen Ozean (antarktische/subantarktische Gewässer).

##### Antarktische Wale, die das Fest- und Packeis als Lebensraum nutzen
Bartenwale
- Südlicher Zwergwal (der Südliche Zwergwal bleibt als einzige Bartenwalart beständig in der Antarktis)
- Antarktischer Blauwal

Zahnwale
- Pottwal
- Südlicher Schwarzwal
- Südlicher Entenwal
- Schwertwal

##### (Sub)antarktische Wale, die (sub)antarktische Gewässer als Lebensraum nutzen
- Buckelwal
- Finnwal

Beide Walarten wandern zur Nahrungsaufnahme im Sommer in die kälteren Gewässer der Antarktis und Arktis, sind jedoch in allen Ozeanen verbreitet und halten sich im Winter zur Paarung sowie zur Geburt der Jungen in subtropischen, gemäßigt-warmen Gewässern auf.